# Aristopeithes
Aristopeithes (altgriechisch Ἀριστοπείθης) war ein griechischer Bildhauer aus dem attischen Demos Phyle, der am Ende des 4. Jahrhunderts v. Chr. tätig war.
Er ist von zwei Inschriften auf Statuenbasen bekannt, die im attischen Mysterienort Eleusis gefunden wurden. Die Inschriften weisen ihn als Sohn eines […]nymos aus, was zu Aristonymos oder Kleonymos ergänzt wurde. Die Statuen waren den Mysteriengöttinnen Demeter und Kore gewidmet, gestiftet wurden sie von dem von zahlreichen Inschriften bekannten Xenokles aus dem Demos Sphettos, der vermutlich von 326 bis 324 v. Chr. ein Priesteramt in Eleusis bekleidete.  